# Elbert Dijkgraaf
Elbert Dijkgraaf (Almelo, 6 januari 1970) is een Nederlands econoom en hoogleraar in de 'Empirische economie van de publieke sector' aan de Erasmus Universiteit Rotterdam. Hij was van 17 juni 2010 tot en met 10 april 2018 Tweede Kamerlid voor de Staatkundig Gereformeerde Partij (SGP).

## Loopbaan
Na het doorlopen van het VWO op het reformatorische Van Lodenstein College in Amersfoort studeerde Dijkgraaf economie aan de Erasmus Universiteit Rotterdam. Hij promoveerde daar in 2004 op een studie over de regulering van de Nederlandse afvalmarkt. Op 1 juni 2009 werd hij aan dezelfde universiteit tot hoogleraar benoemd. In zijn inaugurele rede pleitte hij voor meer onderzoek naar de resultaten van het beleid van de Nederlandse overheid om energiebesparing te stimuleren. De effectiviteit van het belangrijkste instrument dat de overheid gebruikt - het sluiten van convenanten met energiegebruikers - is nog niet aan de praktijk getoetst.
Dijkgraafs onderzoek richt zich op de economische aspecten van de sturing door de overheid bij milieuvraagstukken zoals afvalverwerking, energie, klimaat en drinkwater. Daarnaast houdt hij zich bezig met de gevolgen van schaalvergroting en concurrentie voor de kwaliteit van het onderwijs en de gezondheidszorg. Dijkgraafs godsdienstige achtergrond was aanleiding voor enkele studies naar de relatie tussen godsdienstigheid en de hoogte van het inkomen en naar de openstelling van winkels op zondag.

### Politiek
Naast zijn universitaire loopbaan is Dijkgraaf politiek actief voor de SGP. Van 1999 tot 2003 was hij voorzitter van de SGP-jongeren. Bij de Tweede Kamerverkiezingen van 2006 stond Dijkgraaf op de derde plaats van de SGP-kandidatenlijst. Hij werd - aangezien de partij twee zetels haalde - niet verkozen. Bij de Tweede Kamerverkiezingen van 2010 stond hij als tweede op de kandidatenlijst. De SGP behaalde wederom twee zetels, zodat hij gekozen werd tot Kamerlid (als opvolger van oud-partijleider Bas van der Vlies). Volgens een enquête die NRC Handelsblad hield onder de jongste generatie Kamerleden was Dijkgraaf de beste nieuweling in 2010, voor D66'er Wouter Koolmees en VVD'er Jeanine Hennis-Plasschaert. In 2013 werd Dijkgraaf door PowNews uitgeroepen tot  politicus van het jaar. In de Tweede Kamer voerde Dijkgraaf vooral het woord over financiën, landbouw, defensie en milieu.
Halverwege januari 2018 meldde Dijkgraaf zich voor drie maanden ziek wegens oververmoeidheid. Er werd geen vervanger geregeld. Op 10 april 2018 las Kamervoorzitter Khadija Arib namens Dijkgraaf een verklaring voor in de Tweede Kamer waarin hij aangaf per direct te stoppen als Tweede Kamerlid. Een van de redenen waren problemen in zijn huwelijk. Volgens Dijkgraaf zou er geen balans meer zijn tussen werk en privé. Dijkgraaf werd opgevolgd door Chris Stoffer.
Dijkgraaf schrijft regelmatig columns en opiniestukken voor het Reformatorisch Dagblad en Novini.nl. Dijkgraaf treedt op als adviseur van Noaber Foundation, de 'familie stichting' van Paul Baan. Hij is sinds december 2022 voorzitter van de raad van toezicht van Wageningen University en de Stichting Wageningen Research.
Op 20 maart 2024 werd Dijkgraaf op verzoek van Geert Wilders aangesteld als informateur in de kabinetsformatie, tezamen met Richard van Zwol.

## Persoonlijk
Dijkgraaf is lid van de Gereformeerde Gemeenten. Hij is gescheiden en heeft drie kinderen. Hij is opnieuw getrouwd met VVD-politica Tamara van Ark.

## Voornaamste publicaties
- Regulating the Dutch waste market (=Studies in Economic Policy 14), Rotterdam: OCFEB, 2004
- Bewijzen beleid baat (inaugurele rede), Rotterdam: Erasmus Universiteit, 2009[12]